# Wojciech Politowski
Wojciech Politowski (ur. w 1788 roku w Piotrkowie – zm. w 1853 roku) – polski duchowny (pijar), pedagog.
Ukończył gimnazjum w Piotrkowie, po czym wstąpił do zakonu pijarów. W latach 1809–1833 wykładał nauki przyrodnicze w kolegiach tego zakonu w Warszawie, Radomiu i Włocławku.

## Publikacje
- Jeografiia Królestwa polskiego i wolnego miasta Krakowa. Z dołączeniem wiadomości statystycznych, Warszawa 1816, II wydanie Warszawa 1819[1][2]
- Rozbiór układu roślin Linneusza i Jussieu, Warszawa 1822[3].